# Navcom 6: The Gulf Defense
Navcom 6: The Gulf Defense is een computerspel dat werd uitgegeven door Cosmi Corporation. Het spel kwam in 1988 uit voor de Commodore 64 en DOS. Het spel is een marine spel dat zich afspeelt in de Perzische Golf. De speler bestuurt een marineschip en moet de wateren beschermen. Er kunnen drie verschillende missies gekozen worden, te weten: Convoy Escort, Patrol en Dawn of Death. De tegenstanders zijn schepen, vliegtuigen en mijnen.

## Platforms
| Platform     | Jaar |
| ------------ | ---- |
| Atari ST     | 1988 |
| Commodore 64 | 1988 |
| DOS          | 1988 |